# Pop’n Music
Pop'n Music (яп. ポップンミュージック), часто сокращаемая до Pop’n или PNM — серия музыкальных видеоигр от Konami Digital Entertainment, Inc, входящая в семейство Bemani-игр. Первая игра серии была выпущена на территории Японии в виде аркадного автомата в 1998 году. В настоящий момент выпущено 15 частей этой игры для игровых приставок и 30 версией для аркадных автоматов.

## Список аркадных версий
| Название игры                                                      | Дата релиза           |
| ------------------------------------------------------------------ | --------------------- |
| Pop’n Music (оригинальная)                                         | 28 сентября 1998 года |
| Pop’n Music 2                                                      | 19 марта 1999 года    |
| Pop’n Music 3                                                      | 17 сентября 1999 года |
| Pop’n Music Mickey Tunes                                           | 2000 год              |
| Pop’n Music 4                                                      | 18 марта 2000 года    |
| Pop’n Music 5                                                      | 17 ноября 2000 года   |
| Pop’n Music Animelo 2                                              | 2001 год              |
| Pop’n Music 6                                                      | 28 апреля 2001 года   |
| Pop’n Music 7                                                      | 22 ноября 2001 года   |
| Pop’n Music 8                                                      | 30 мая 2002 года      |
| Pop’n Music 9                                                      | 26 декабря 2002 года  |
| Pop’n Music 10                                                     | 6 августа 2003 года   |
| Pop’n Music 11                                                     | 24 марта 2004 года    |
| Pop’n Music 12 いろは (Iroha)                                      | 8 декабря 2004 года   |
| Pop’n Music 13 カーニバル (Carnival)                               | 7 сентября 2005 года  |
| Pop’n Music 14 FEVER!                                              | 17 мая 2006 года      |
| Pop’n Music 15 ADVENTURE                                           | 25 апреля 2007 года   |
| Pop’n Music 16 PARTY♪                                              | 24 марта 2008 года    |
| Pop’n Music 17 THE MOVIE                                           | 4 марта 2009 года     |
| Pop’n Music 18 せんごく列伝 (Sengoku Retsuden)                     | 20 января 2010 года   |
| Pop’n Music 19 TUNE STREET                                         | 9 декабря 2010 года   |
| Pop’n Music 20 Fantasia                                            | 7 декабря 2011 года   |
| Pop’n Music Sunny Park                                             | 5 декабря 2012 года   |
| Pop’n Music ラピストリア (Lapistoria)                              | 25 июня 2014 года     |
| Pop’n Music éclale                                                 | 25 июня 2015 года     |
| Pop’n Music うさぎと猫と少年の夢 (Usagi to Neko to Shōnen no Yume) | 14 декабря 2016 года  |
| Pop’n Music Peace                                                  | 17 октября 2018 года  |
| Pop’n Music 解明リドルズ (Kaimei Riddles)                          | 9 декабря 2020 года   |
| Pop’n Music UniLab                                                 | 13 сентября 2022 года |
| Pop’n Music Jam&Fizz                                               | 25 сентября 2024 года |